# Mikropaństwo
Mikropaństwo, minipaństwo,  rzadziej państwo karłowate – państwo o niewielkim obszarze terytorialnym i mające niewielką liczbę ludności.

Minipaństwa w sąsiedztwie Unii Europejskiej

Typowym problemem mikropaństw jest np. brak własnej armii. Niewielkie terytorium i mała liczba ludności determinują daleko idące ograniczenia gospodarcze. Dlatego kraje te często wchodzą w unie celne i używają walut swoich sąsiadów. Ich słaba pozycja prowadzi w efekcie do uzależnienia się od większych państw sąsiednich, na rzecz których nierzadko rezygnują one z wykonywania części własnej suwerenności. W Europie taka zależność istnieje pomiędzy Księstwem Andory a Francją i Hiszpanią. Dla Liechtensteinu takim partnerem jest Szwajcaria, dla Księstwa Monako – Francja, a dla San Marino – Włochy. Dla pozaeuropejskich mikropaństw rolę tę odgrywają byłe metropolie, których koloniami w przeszłości były te kraje.
Mikropaństwa są niezależnymi podmiotami prawa międzynarodowego. Do kategorii tej nie można więc zaliczyć takich bytów jak Dependencje Korony brytyjskiej czy drobne terytoria zależne, będące pozostałościami rozległych posiadłości dawnych mocarstw kolonialnych.
Miasto-państwo jest klasycznym przykładem miniaturowego państwa, które składa się z jednego miasta i ewentualnie z najbliżej położonego terytorium, gdzie mogą znajdować się jeszcze inne, mniejsze osady.

## Współczesne mikropaństwa
Na świecie istnieje oficjalnie 25 niepodległych państw, których powierzchnie nie przekraczają 1000 km². Liczba ich ludności zazwyczaj jest niewielka, z wyjątkiem Singapuru – miasta zamieszkanego przez ponad 5,5 mln osób. Większość minipaństw zajmuje wyspy lub grupy wysp, przeważnie położone w Basenie Karaibskim, na Oceanie Spokojnym i w Azji Południowo-Wschodniej, i stanowi często pozostałości dawnych posiadłości kolonialnych. Jedynie Singapur, Malta i Bahrajn są państwami charakteryzującymi się wysoką stopą życiową i stabilnym rozwojem ekonomicznym.
W Europie istnieje 6 minipaństw: Andora, Liechtenstein, Monako, Malta, San Marino i Watykan. Mają one odmienną genezę, stanowiąc fragmenty średniowiecznych państw lub posiadłości należących do różnych dynastii.
Najmniejszym państwem świata zarówno pod względem terytorium, jak i liczby ludności jest Państwo Miasto Watykan z 839 obywatelami (stan na lipiec 2013) i o powierzchni 44 hektarów.

### Państwa mające mniej niż 1000 km² powierzchni
| Mj. | Państwo/Terytorium                | Powierzchnia | Region                    |
| --- | --------------------------------- | ------------ | ------------------------- |
| 1   | Watykan                           | 0,44 km²     | Europa                    |
| 2   | Monako                            | 2,02 km²     | Europa                    |
| 3   | Nauru                             | 21 km²       | Oceania                   |
| 4   | Tuvalu                            | 26 km²       | Oceania                   |
| 5   | San Marino                        | 61 km²       | Europa                    |
| 6   | Liechtenstein                     | 160 km²      | Europa                    |
| 7   | Wyspy Marshalla                   | 181 km²      | Oceania                   |
| 8   | Saint Kitts i Nevis               | 261 km²      | Karaiby                   |
| 9   | Malediwy                          | 298 km²      | Azja – Ocean Indyjski     |
| 10  | Malta                             | 316 km²      | Europa – Morze Śródziemne |
| 11  | Grenada                           | 344 km²      | Karaiby                   |
| 12  | Saint Vincent i Grenadyny         | 389 km²      | Karaiby                   |
| 13  | Barbados                          | 430 km²      | Karaiby                   |
| 14  | Antigua i Barbuda                 | 443 km²      | Karaiby                   |
| 15  | Seszele                           | 455 km²      | Afryka – Ocean Indyjski   |
| 16  | Palau                             | 459 km²      | Oceania                   |
| 17  | Andora                            | 468 km²      | Europa                    |
| 18  | Saint Lucia                       | 616 km²      | Karaiby                   |
| 19  | Mikronezja                        | 702 km²      | Oceania                   |
| 20  | Singapur                          | 714 km²      | Azja                      |
| 21  | Tonga                             | 747 km²      | Oceania                   |
| 22  | Dominika                          | 751 km²      | Karaiby                   |
| 23  | Bahrajn                           | 765 km²      | Azja – Zatoka Perska      |
| 24  | Kiribati                          | 811 km²      | Oceania                   |
| 25  | Wyspy Świętego Tomasza i Książęca | 964 km²      | Afryka – Ocean Atlantycki |

### Państwa mające mniej niż 500 000 mieszkańców[1]
| Mj. | Państwo/Terytorium                | Populacja | Region                    |
| --- | --------------------------------- | --------- | ------------------------- |
| 1   | Watykan                           | 839       | Europa                    |
| 2   | Nauru                             | 9 434     | Oceania                   |
| 3   | Tuvalu                            | 10 698    | Oceania                   |
| 4   | Palau                             | 21 108    | Oceania                   |
| 5   | San Marino                        | 32 448    | Europa                    |
| 6   | Monako                            | 36 136    | Europa                    |
| 7   | Liechtenstein                     | 37 009    | Europa                    |
| 8   | Saint Kitts i Nevis               | 51 134    | Karaiby                   |
| 9   | Wyspy Marshalla                   | 69 747    | Oceania                   |
| 10  | Dominika                          | 73 286    | Karaiby                   |
| 11  | Andora                            | 85 293    | Europa                    |
| 12  | Antigua i Barbuda                 | 90 156    | Karaiby                   |
| 13  | Seszele                           | 90 846    | Afryka – Ocean Indyjski   |
| 14  | Saint Vincent i Grenadyny         | 103 220   | Karaiby                   |
| 15  | Kiribati                          | 103 248   | Oceania                   |
| 16  | Mikronezja                        | 106 104   | Oceania                   |
| 17  | Tonga                             | 106 322   | Oceania                   |
| 18  | Grenada                           | 109 590   | Karaiby                   |
| 19  | Saint Lucia                       | 162 781   | Karaiby                   |
| 20  | Wyspy Świętego Tomasza i Książęca | 186 817   | Afryka – Ocean Atlantycki |
| 21  | Samoa                             | 195 476   | Oceania                   |
| 22  | Vanuatu                           | 261 565   | Oceania                   |
| 23  | Barbados                          | 288 725   | Karaiby                   |
| 24  | Islandia                          | 315 281   | Europa                    |
| 25  | Bahamy                            | 319 031   | Karaiby                   |
| 26  | Belize                            | 334 297   | Ameryka Środkowa          |
| 27  | Malediwy                          | 393 988   | Azja – Ocean Indyjski     |
| 28  | Malta                             | 411 277   | Europa                    |
| 29  | Brunei                            | 415 717   | Azja                      |